# Дальний (Тбилисский район)
Да́льний — хутор в Тбилисском районе Краснодарского края.
Входит в состав Геймановского сельского поселения.

## География
Хутор находится на левом берегу реки Кубань.

## Население
| 2002 | 2010 |
| ---- | ---- |
| 487  | ↗550 |

## Улицы
- ул. Казачья,
- ул. Красная,
- ул. Луговая.